# Phyllanthus hutchinsonianus
Phyllanthus hutchinsonianus är en emblikaväxtart som beskrevs av Spencer Le Marchant Moore. Phyllanthus hutchinsonianus ingår i släktet Phyllanthus och familjen emblikaväxter. Inga underarter finns listade i Catalogue of Life.